# 1875 en baseball
Chronologie du baseball
Baseball en 1874 - Baseball en 1875 - Baseball en 1876
Les faits marquants de l'année 1875 en Baseball

## Champions
30 octobre : les Boston Red Stockings remportent le 5e championnat des États-Unis de baseball organisé par la National Association of Professional Base Ball Players avec 71 victoires et 8 défaites.
| National Association |                              |      |      |        |      |
| Rang                 | Club                         | Vic. | Déf. | % vic. | GB   |
| 1er                  | Boston Red Stockings         | 71   | 8    | .899   | --   |
| 2e                   | Hartford Dark Blues          | 54   | 28   | .659   | 18.5 |
| 3e                   | Philadelphia Athletics       | 53   | 20   | .726   | 15.0 |
| 4e                   | St. Louis Brown Stockings    | 39   | 29   | .574   | 26.5 |
| 5e                   | Philadelphia White Stockings | 37   | 31   | .544   | 28.5 |
| 6e                   | Chicago White Stockings      | 30   | 37   | .448   | 35.0 |
| 7e                   | New York Mutuals             | 30   | 38   | .441   | 35.5 |
| 8e                   | New Haven Elm Citys          | 7    | 40   | .149   | 48.0 |
| 9e                   | Washington Nationals         | 5    | 23   | .179   | 40.5 |
| 10e                  | St. Louis Red Stockings      | 4    | 15   | .211   | 37.0 |
| 11e                  | Philadelphia Centennials     | 2    | 12   | .143   | 36.5 |
| 12e                  | Brooklyn Atlantics           | 2    | 42   | .045   | 51.5 |
| 13e                  | Keokuk Westerns              | 1    | 12   | .077   | 37.0 |

## Événements
- Albert Spalding rapporte que le premier gant de baseball qu'il ait vu utiliser en match était porté en 1875 par un joueur de première base à Boston.
- 11 septembre : premier match de baseball féminin professionnel aux É.-U.. Les Blondes s’imposent face aux Brunettes, 42 à 38.

## Naissances
- 7 janv. : Kitty Bransfield
- 20 janv. : C. I. Taylor
- 20 janv. : Ernie Courtney
- 24 janv. : Bunk Congalton
- 1er févr. : Billy Sullivan
- 12 févr. : Michael J. Kelley
- 18 févr. : Walter Thornton
- 21 févr. : Luther Taylor
- 28 mars : Jimmy Barrett
- 28 mars : Harry Gleason
- 11 avr. : Ossee Schreckengost
- 12 avr. : Joe Corbett
- 13 avr. : Kid Elberfeld
- 29 mai : Dave Fultz
- 25 juin : Bill Phyle
- 6 août : Brownie Foreman
- 21 août : Frank Isbell
- 31 août : Eddie Plank
- 25 nov. : Freddy Parent
- 30 nov. : Myron Grimshaw
- 4 déc. : Joe Corbett
- 17 déc. : Jim McHale